# バーンパイン宮殿

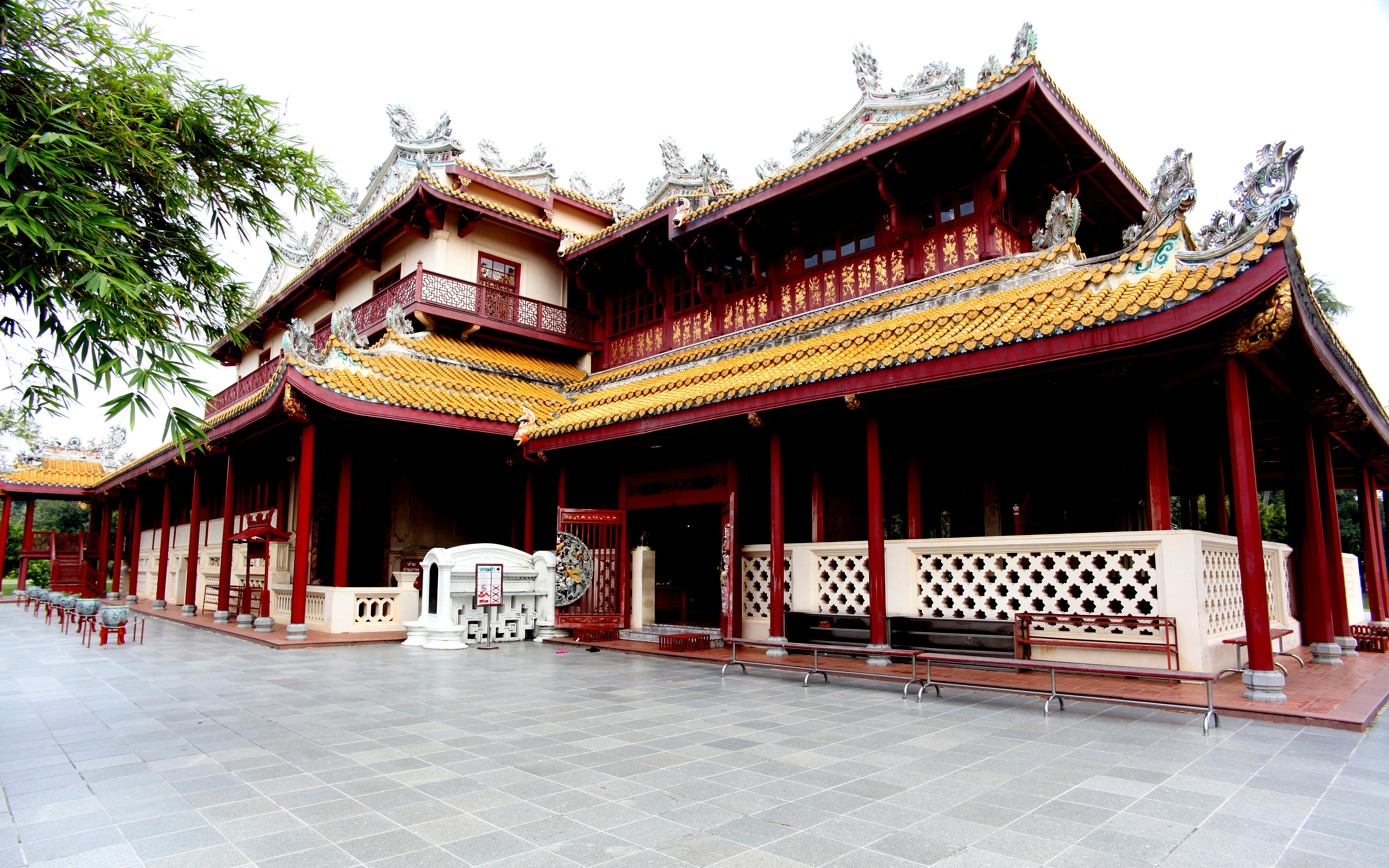
バーンパイン宮殿

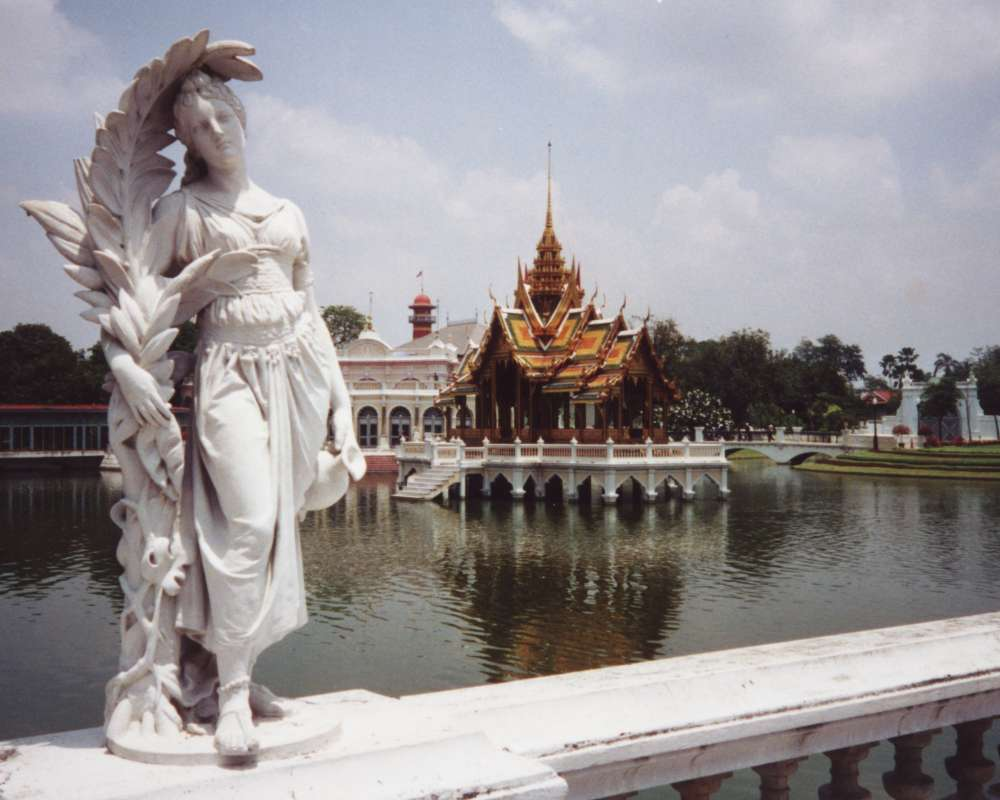
バーンパイン宮殿（プラティーナン・アイスワンティップアート）

パーンパイン宮殿（バンパイン宮殿とも、Bang Pa-In Palace、พระราชวังบางปะอิน）はアユタヤ県、バーンパイン郡にある数多くの宮殿からなる宮殿群である。

## 建築様式
主にルネサンス様式、ロココ様式の宮殿が多いが、中にはタイ国中華総商会から寄付された、明天殿という中国風の宮殿もある。中には大量の黄金を使って建てられたプラティーナン・アイスワンティップアートと言う池の上に経つ離宮などが見所。中にはワット・ニウェートタンマプラワットというルネッサンス風の仏教寺院があり興味深い。宮殿はバンコクのドゥシット宮殿とマルッカタヤワン宮殿などと並んでタイの代表的な西洋建築とされる。
座標: 北緯14度13分57秒 東経100度34分45秒 / 北緯14.23250度 東経100.57917度